# Suzak (distrikt)
Suzak är ett distrikt i Kirgizistan. Det ligger i oblastet Zjalal-Abad Oblusu, i den västra delen av landet, 230 km sydväst om huvudstaden Bisjkek.